# Entelecara aurea
Espèce
Entelecara aurea est une espèce d'araignées aranéomorphes de la famille des Linyphiidae.

## Distribution
Cette espèce est endémique du Hubei en Chine,.

## Publication originale
- Gao & Zhu, 1993 : Two new spiders of genera Entelecara and Gnathonarium from China (Araneae: Linyphiidae: Erigoninae). Acta Zootaxonomica Sinica, vol. 18, p. 27-32.